# ديكسترين40
دكسترين40 (40Dextran)، الذي يباع تحت الاسم التجاري LMD من بين أسماء أخرى، هو نوع من السوائل التي تعطى عن طريق الحقن في الوريد لتوسيع حجم الدم. يتم استخدامه على وجه التحديد في حالة الصدمة مثل تلك التي تسببها النزيف أو الحروق عندما لا تكون عمليات نقل الدم متاحة في تلك اللحظة و بسرعة. ومع ذلك، فإنه لا يحمل الأكسجين.
قد تشمل الآثار الجانبية لهذا العقار على؛ زيادة حجم الدم، مشاكل الكلى، الحماض، ردود الفعل التحسسية، وضعف تخثر الدم. لذلك، لا ينصح به بتاتا في حالات الإصابة بالفشل الكلوي الشديد أو فشل القلب أو اضطرابات التخثر. قد يتداخل الاستخدام مع بعض فحوصات الدم.
دخل ديكستران 40 إلى الاستخدام الطبي في عام 1961. إنه بوليمر جلوكوز ذو وزن جزيئي نموذجي يبلغ 40 كيلو دالتون. يعمل عن طريق سحب السوائل من الحيز خارج الأوعية الدموية إلى الأوعية الدموية. إنه عبارة عن محلول غرواني غير بروتيني.